# Miconia madisonii
Miconia madisonii är en tvåhjärtbladig växtart som beskrevs av John Julius Wurdack. Miconia madisonii ingår i släktet Miconia och familjen Melastomataceae.
Artens utbredningsområde är Peru. Inga underarter finns listade i Catalogue of Life.